# Puerto de Burriana
El Puerto de Burriana es un puerto pesquero, comercial, y deportivo, ubicado en la zona de los Poblados marítimos perteneciente al municipio de Burriana, en la provincia de Castellón (España).
El puerto de Burriana cuenta con una superficie total adscrita aprobada de 895.454 m², de los cuales 203.527 m² corresponden a la zona de servicio en tierra. El calado en la bocana del puerto es de 7 metros y se distinguen 3 usos principales: el pesquero, el náutico-deportivo y el área de usos complementarios, (esta última ocupada por una zona técnica de reparación naval (astilleros) y por actividades vinculadas a la acuicultura).
El acceso natural al Puerto se realiza a través de la carretera CV-185 que une Villarreal con Burriana y con sus poblados marítimos (del que dista 2 km).
El puerto de Burriana fue transferido por el Estado a la Generalidad mediante el Real Decreto 3059/1982, de 24 de julio, de 1982.

## Historia
A finales del siglo XIX, debido a la exportación de la naranja, los poblados marítimos de Burriana experimentan un gran auge comercial y por ello, muchos comerciantes de la zona empiezan a fijar sus residencias frente al propio mar. Además, ya en 1888 el Ministerio de Fomento concede la construcción de un embarcadero, (empresa que llevaría a cabo la casa londinense Isaac & Sons). 
Sin embargo, la concesión de un auténtico puerto comercial se consigue en 1903, gracias al vecino de la localidad D. Joaquín Peris Fuentes. En 1908 el futuro puerto de Burriana se declara de interés general, pero en 1917 Joaquín Peris se vio obligado a vender la concesión al municipio. En 1921 y gracias a la gestión política de D. Jaime Chicharro, por R.O. de 18 de diciembre, se aprueban dentro de los presupuestos estatales los proyectos del puerto y de su ferrocarril auxiliar, trazándose con pequeñas modificaciones lo que hoy es el plano general del puerto de Burriana. Pero el plan definitivo fue del ingeniero D. Luis Oliveros, adjudicándose las obras en 1923 a D. José Friberg Egureu. El dique de Levante, con su dársena, comenzaba a ser una realidad en 1927, finalizándose en noviembre de 1932 gracias al esfuerzo del ministro republicano D. Vicente Cantos Figuerola. Desde el primer tramo en construcción del mencionado dique, el 11 de diciembre de 1928, ya se hizo a la mar el primer barco con naranjas en sus bodegas. 
Actualmente, el puerto depende de la Generalidad Valenciana, y ha perdido parte de su inicial valía comercial.

## Actividades portuarias

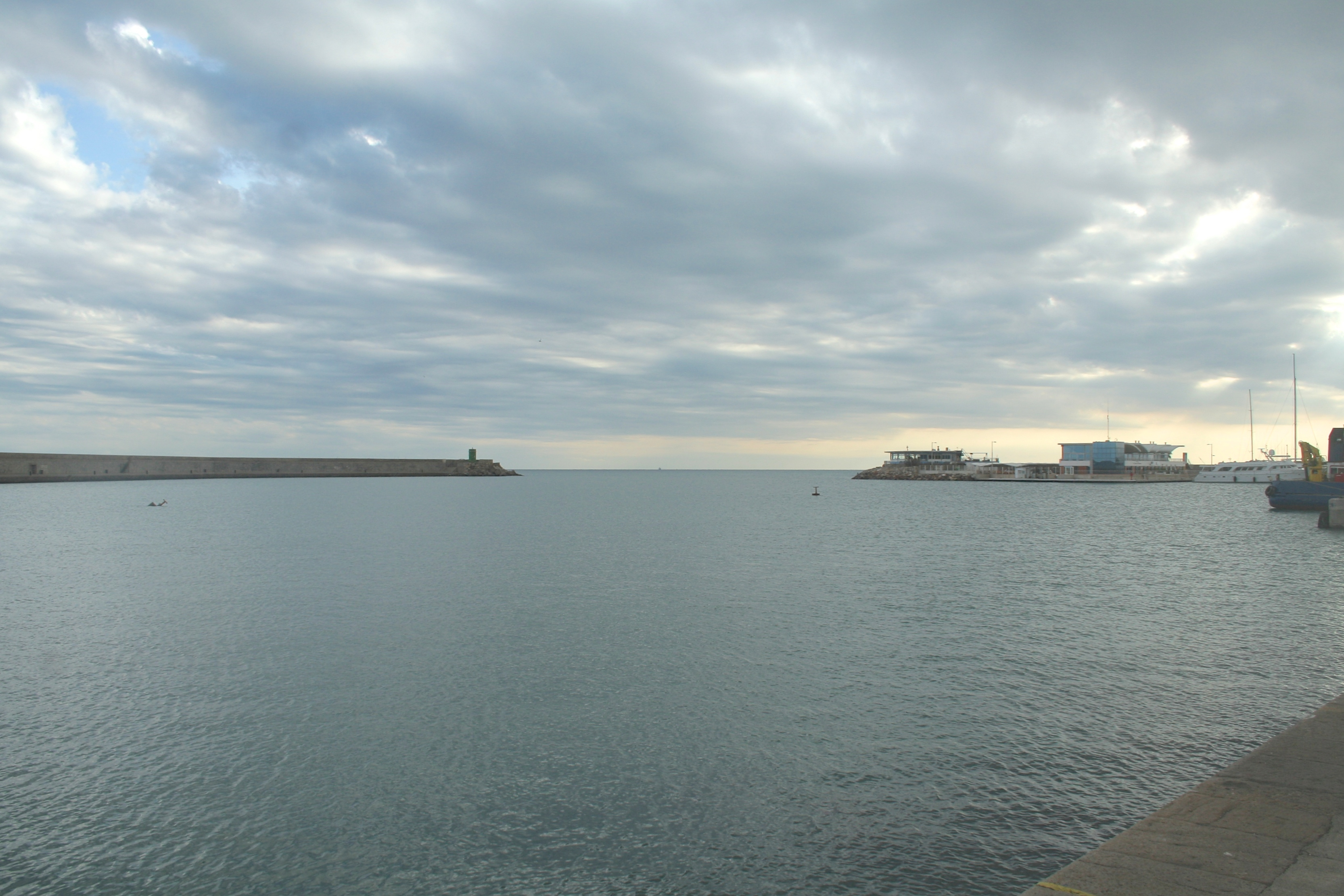
Bocana del puerto

Contraseña de la provincia marítima de Castellón

### Uso pesquero
La zona pesquera se ubica en la parte norte del muelle central, ocupando una superficie total de 34.157 m². De la longitud del muelle existente en el puerto 350 metros son utilizados con finalidad pesquera y 150
aproximadamente, para la descarga de pesca fresca. El calado está comprendido entre 3 y 4 metros. Entre las principales modalidades de pesca en Burriana destacan el arrastre y el trasmallo.
La descarga se sitúa en torno a las 2.000 toneladas anuales, destacando la descarga de pescado fresco frente a la descarga de moluscos (entre 300 y 390 toneladas) y crustáceos (entre 45 y 70 toneladas).
Respecto a la flota pesquera adscrita al puerto se contabilizan 35 buques y un tráfico marítimo de 1003 TRB (toneladas de registro bruto), índices ambos comparativamente pequeños en relación con el resto de puertos pesqueros del entorno. 

### Tráfico marítimo y usos complementarios
Al área ocupada por los usos complementarios le corresponden un total de 118.295 m², donde se destacan dos actividades: el astillero (la zona de reparación naval) y la acuicultura (de reciente implantación en el puerto de Burriana).
La zona dedicada al astillero está ubicada junto al dique del puerto y limita con la playa, ocupando una superficie de 36.709 m², de los que utiliza 457 metros lineales de muelle. 
Entre 1997 y 2004 el número de buques de tráfico comercial que ha pasado por el puerto ha ido disminuyendo paulatinamente, pasando de los 119 buques de 1997 a los 54 de 2004 (a partir de 2005 las estadísticas incluyen los datos
correspondientes a las embarcaciones de las piscifactorías, por lo que el tráfico se multiplica por 10). Otro dato significativo es la práctica desaparición del tráfico exterior desde 2003 y la aparición esporádica del tráfico interior en 2002 y 2003. Sin embargo el arqueo bruto mantiene la tendencia general pasando de las casi 110.000 TRB de 1997 a las menos de 45.000 de 2006.

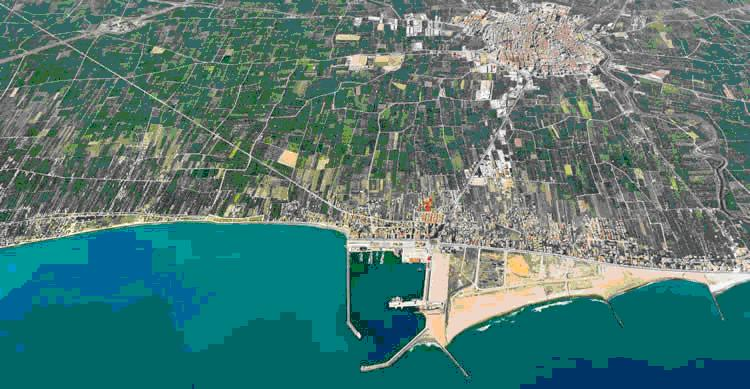
Vista aérea de los Poblados marítimos de Burriana y las instalaciones del puerto

### Zona náutico-deportiva
El uso náutico deportivo está ubicado en el muelle de Ribera, a lo largo del contradique, y ocupa una superficie total de 139.427 m² y 1.146 metros de muelle. Dispone de un total de 687 atraques deportivos (cifra superior a la existente en otros puertos del entorno), y el espacio está distribuido entre dos concesiones diferentes:
- Club Náutico de Burriana: ubicado en el muelle de Ribera cuenta con 435 metros lineales de muelle, 6 pantalanes y un calado entre 1’5 y 3 metros, contando con 352 atraques por eslora.

- Burriana Nova: Sus instalaciones se extienden a lo largo del contradique, contando con 711 metros lineales de muelle y 6 pantalanes. Actualmente existen 335 atraques distribuidos por esloras.

Además de las dos concesiones anteriores también hay una Escuela de Vela (gestionada por la Generalidad), que ocupa una superficie total de 2.052 m².